# Погодин, Сергей Анатольевич
Серге́й Анато́льевич Пого́дин (укр. Сергій Анатолійович Погодін; род. 29 апреля 1968, Рубежное, Луганская область) — советский и украинский футболист, полузащитник. Мастер спорта СССР (1991).

## Биография
Родился в промышленном городе Рубежное Луганской области. Воспитанник луганского спортинтерната, где его тренером был известный специалист Вадим Добижа. В составе «Зари» дебютировал в 1985 году, когда ему не исполнилось ещё и 17 лет. Тренер луганского клуба Александр Журавлёв решил сделать ставку на молодежь и в сезоне в «Заре» дебютировали кроме Погодина такие известные в будущем футболисты, как Тимерлан Гусейнов, Игорь Фокин, Сергей Юран и другие. Погодин мог сыграть как в полузащите, так и на любой позиции в обороне. Уже со следующего сезона он стал полноправным игроком «основы» и не остался без внимания селекционеров киевского «Динамо», которые пригласили парня в столицу Украины.
В Киеве провел три сезона, выступая преимущественно за дубль. Только в чемпионате 1988 он сыграл три игры в составе первой команды, а в розыгрыше Кубка СССР 1989/90 благодаря двум появлениям на поле помог киевлянам стать обладателем трофея. В 1990 году Погодин вернулся в «Зарю», однако уже после первого круга оказался в команде высшей лиги — донецком «Шахтере».
В феврале 1992 года прошел стажировку в клубе «Рода» (Керкраде), а в июне готовился подписать с ним контракт. Однако в июне футболист сломал лодыжку на правой ноге, которую залечил только в августе. Контракт в итоге заключил только на 4 месяца с возможностью дальнейшей пролонгации. Однако в новой команде проявить себя не сумел, сказалось и состояние одиночества, из-за которого чувствовал себя брошенным в Голландии. Проведя за клуб 3 игры в чемпионате и 1 игру на Кубок, в конце декабря 1992 года вернулся в Донецк.
В 1993 подписал долгосрочный контракт со «Спартаком» Москва, однако закрепиться в команде не сумел. В итоге был сдан в аренду обратно в «Шахтёр». В августе 1995 подписал контракт на полгода с «Меридой», где играл вместе с Николаем Писаревым. К концу года перестал попадать в состав, вынужден был искать новый клуб.
В январе 1996 подписал контракт до конца сезона с «Хапоэлем» Тель-Авив. В 1998 вернулся на Украину, выступал за клубы «Торпедо» Запорожье и «Заря» Луганск. С 2007 по 2008 год являлся играющим тренером клуба «Титан» Донецк.
Единственную игру за сборную Украины сыграл 29 апреля 1992 года в Ужгороде на стадионе «Авангард». Это был товарищеский матч со сборной Венгрии (1:3), первый матч в истории сборной Украины. На 56-й минуте матча был заменен Юрием Саком. В день игры Погодину исполнилось 24 года.

## Достижения
- Чемпион Европы (среди молодёжных команд): 1990 год.[4]
- Серебряный призёр Чемпионата СССР: 1988 год.
- Чемпион России: 1993 год.
- Чемпион Украинской ССР 1984 года[5].
- Включался в список лучших футболистов Украины в 1992 году.